# Metilciclopentan
Metilciclopentanul este un compus organic cu formula moleculară C6H12. Este un lichid incolor, inflamabil, cu un miros slab. Este o componentă a fracțiunii naftenice a petrolului. De obicei, se obține sub formă de amestec cu ciclohexanul. Se transformă în principal prin derivați de reformare catalitică naftenici în benzen.
Conversia metilciclopentanului în benzen este o reacție clasică de aromatizare, mai exact o dehidroizomerizare. Acest proces catalizat cu platină (Pt) este practicat la scară largă în producția de benzină din petrol: